# Ла Поста (Анкона)
Ла Поста је насеље у Италији у округу Анкона, региону Марке.
Према процени из 2011. у насељу је живело 250 становника. Насеље се налази на надморској висини од 359 м.